# Kordula
Kordula – imię żeńskie pochodzenia łacińskiego, wywodzące się od łacińskiego przydomka Cordulus/ula, stanowiącego złożenie wyrazów cor, cordis („serce”) i przyrostka zdrabniającego -ula. Według innych hipotez pochodzi bezpośrednio od łacińskiego wyrazu cordulum („serduszko”), może stanowić żeńską formę imienia rzymskiego Cordus i oznaczać „późno urodzona” lub pochodzić od nazwy greckiego miasta Kordule. W Polsce notowane od 1414 roku. 

## Kordulaimieninyobchodzi
- 22 października, jako wspomnienie św. Korduli.

## Znane osoby noszące imię Kordula
- Kordula Maria Komorowska, żona Teodora Potockiego
- Lina Poletti, właśc. Cordula Lina Poletti
- Cordula, córka Johannesa Keplera

## Postaci fikcyjne o imieniu Kordula
- Kordula, wspólnie z Gerwazym występująca w Sielankach Józefa Zimorowica
- Kordula, bohaterka filmu Serce, Serduszko i wyprawa na koniec świata w reżyserii Jana Jakuba Kolskiego

## W innych językach
- język czeski – Kordula
- język niemiecki – Cordula
- język rosyjski – Кордула
- język włoski – Cordula